# Luau MTV
Luau MTV (também chamado de Corona Luau MTV, por questões comerciais) é um programa musical de televisão brasileiro, exibido originalmente, entre idas e vindas, de 1996 a 2012, pela MTV Brasil, tendo Cuca Lazzarotto como primeira apresentadora. Em 23 de agosto de 2024, a MTV anunciou a volta da atração para o final do ano, agora sob a apresentação da atriz Bella Campos, e participações de Pedro Scooby e Sarah Oliveira, antiga apresentadora da atração, em entrevistas nos bastidores do programa. Durante o verão, a emissora convida artistas e bandas para tocar na praia, ao som acústico com violão e percussão.

## O programa

### Primeira versão
O programa foi apresentado por diversas VJs da casa, entre elas, Carla Lamarca, Cuca Lazzarotto, Fernanda Lima, Sabrina Parlatore e Sarah Oliveira.
Em 2002, quatro episódios do programa tiveram lançamento em DVD: Titãs, Capital Inicial, Los Hermanos e Kiko Zambianchi. Já em 2007, Nando Reis lançou o CD e DVD Luau MTV: Nando Reis e Os Infernais, gravado na Praia Vermelha de Ubatuba, São Paulo, com participações especiais de Andrea Martins, Andreas Kisser, Negra Li e Samuel Rosa.
Em 2003, um dos vencedores do programa Eu na Casa, onde alguns membros da audiência apresentavam programas na Casa da Praia, durante a programação de verão, sonhava em apresentar o Luau MTV. A produção então, preparou uma surpresa e ele apresentou uma mini-edição de 3 minutos dentro de seu programa de uma hora, onde os VJs Didi Wagner, Edgard Piccoli e Marina Person cantaram "About a Girl", da banda Nirvana.
Em 2011, quatro anos após sua última edição, a MTV Brasil anunciou uma nova temporada, gravada na Praia do Leme, no Rio de Janeiro, e apresentada pelas gêmeas Bia e Branca Feres. Já a última temporada, exibida em 2012, foi comandada por Ellen Jabour.

### Segunda versão
Em 23 de outubro de 2024, a MTV, em parceria com a Corona, anunciou a volta do programa, originalmente criado pela Abril Radiodifusão. A Paramount Global (atual detentora dos direitos da MTV Brasil) assumiu a marca e seu registro 12 anos após seu fim para uma nova edição. A apresentação da nova edição ficou a cargo da atriz Bella Campos. O surfista Pedro Scooby mostrou os bastidores, e Sarah Oliveira, que apresentou o programa nos anos 2000, retornou como repórter. A atração musical ficou por conta de Marcelo Falcão e L7nnon. Gravado em Preá, no Ceará, reestreou na "nova MTV" em 12 de dezembro de 2024.

## Arquivo Luau MTV
Em 2008, estreou o Arquivo Luau MTV. Apresentado por Caroline Ribeiro, a atração exibia os melhores momentos da atração, com duração de 30 minutos.